# Tinta flexográfica
La flexografía es un proceso que se utiliza en la impresión de materiales de embalaje (cajas de cartón, cartón ondulado, bolsas de papel y plástico, envases de alimentación, periódicos, catálogos, etc…)
Este método de impresión sigue creciendo en popularidad gracias a su bajo costo y respeto al medio ambiente.
La parte más importante de la impresión es la aplicación de la tinta.   

## Tipos de tinta
Hay tres principales tipos de tinta que son de base en agua, base solvente y UV curables. La superficie de impresión (tipo de sustrato) nos marcara que tipo de tinta es aconsejable utilizar. 
Cada tipo de tinta tienen sus ventajas y desventajas, por lo que el tipo de tinta que utilizaremos en la impresión está determinada por factores como el precio, la velocidad y el uso que se hará del embalaje (alimentación, productos de limpieza o bolsas de la compra).

## Historia
Originariamente se le llamaba impresión de anilina, ya que en los comienzos de la flexografía se utilizaba tinta del tinte de anilina. Debido a su toxicidad se prohibió el envasado de alimentos. Su uso era complicado ya que manchaban y necesitaban sangrado. Estas fueron modificándose y mejorando, se substituyeron por resinas de poliamida las cuales permitieron un secado más rápido, por lo tanto un aumento de velocidad de impresión.
Se empezaron a utilizar tintas con base solvente, las cuales eran seguras para el envasado de alimentos, pero perjudiciales para el medio ambiente. La Ley de Medioambiente, en la década de los 80, llevó a los impresores a probar con las tintas de base agua. Hoy en día, a través de investigaciones y del desarrollo se ha conseguido que la mayoría de imprentas se adapten fácilmente a las tintas de base agua, y así permitir a los impresores reciclar la tinta para su uso posterior.

## Datos de referencias
George Sickinger, CEO de color de las resoluciones internacionales, afirma que “Las tintas a base de agua con el tiempo tienen un contenido mucho más alto de la resina a base de plantas y se convertirá en el nuevo estándar de la formulación de las bases de agua”. Sickinger también declaró que las tintas de curado UV requieren menos energía y producen menos residuos, mientras que la calidad es mayor.
La Agencia de Protección de Medioambiente ha colaborado con la industria de la flexografía en el diseño de un proyecto, con el fin de ayudar a las empresas de flexografía. Dando un empuje a las tintas de base agua por su bajo consumo de energía y sistemas de tinta curables por UV, debido a que se utiliza menos cantidad de tinta.
En Europa, existen las marcas “OK Compost” y “Compostable” que conceden las entidades las certificadoras Vinçotte y DIN CERTCO a las tintas aptas para la impresión de bioplásticos que cumplen las exigencias de biodegradación y compostabilidad.